# Adejeania thompsoni
Adejeania thompsoni är en tvåvingeart som beskrevs av Guimaraes 1966. Adejeania thompsoni ingår i släktet Adejeania och familjen parasitflugor. Inga underarter finns listade i Catalogue of Life.